# یوبیلینی (استان آمور)
یوبیلینی (به لاتین: Yubileyny) یک منطقهٔ مسکونی در روسیه است که در استان آمور واقع شده‌است.